# 石羊村
石羊村，是中华人民共和国湖北省孝感市云梦县沙河乡下辖的一个行政村。下辖13个村民小组，总人口2300人，耕地面积1638亩，村庄湾有：施家湾、钟张湾、孟程湾、喻家堤角、江家桥、沟子贺、计家崂、朱杨湾、瓦匠湾、土库湾、丁家湾、曾陈湾、艾家湾。 （页面存档备份，存于）

## 自然地理
- 地形地貌：属于平原湖积地区，地势北高南低，西高东低，高差不大。
- 气候特点：属典型亚热带季风气候，东径113。37，～113。52，北纬30。45，～ 31。12，降雨量丰富，年降雨量1200～1500毫米，气候温和，年平均气温16。C，光照资源丰富，年日照时数2046～2120小时，四季明显，季节转换具有渐变的特点，年有霜期为80天左右。
- 土壤成份：土壤酸碱度为5.4—6.4，有机质为2.35—3.4%，碱解氮119—161%，速效磷为7.5—11.2%，速效钾为70—171%，水质为一类标准。
- 地质条件：属地壳稳定地区，地质条件良好。 （页面存档备份，存于）